# Maatschappij ter Bevordering van de Landbouw
De Maatschappy ter Bevordering van den Landbouw te Amsterdam is opgericht in 1776. Zij bevorderde het toegepaste wetenschappelijk onderzoek naar de landbouw door jaarlijks een prijsvraag uit te schrijven. Daarin werd de inzenders verzocht een oplossing aan te dragen voor een actueel probleem in de landbouw.
De eerste twee vragen die aldus werden voorgelegd waren
- Zoude men zich, tot verbetering der Bouw- en Weilanden In onze Provinciën, van de Hout- en Turfasscbe, met voordeel, kunnen bedienen? Voor welk soort van gronden, en op welk eene wyze, zoude men dezelve, tot het meeste nut kunnen gebruiken?
- Welke zyn de eigenscbappen van de verschillende soort van het Equisetum, by ons bekend onder den naam van Heermoes, Unjer, Paardestaart of Roobol? (...) Welk nadeel wordt door het zelve aan het Wei- en Bouwland toegebragt; en welk is het door de ondervinding beproefd beste middel, om het zelve, op de minst kostbaare wijze, uit te roeien?

De inzender van de winnende voordracht ontving een gouden erepenning ter waarde van vijftig dukaten, of zo hij dat verkoos, dat bedrag in geld en een zilveren penning.
De laatste verhandelingen zijn verschenen in 1832 en in 1847 is de maatschappij opgeheven.